# Aleksandr Serebriakov
Aleksandr Serebriakov (Arzamás, 25 de setembro de 1987) é um ciclista profissional russo.
Estreiou como profissional em 2007 na equipa de categoria Continental (3ª Divisão) russa Premier. Desde  2008 a 2011 defendeu à equipa italiana amadora Sammarinese Gruppo Lipi, onde conseguiu bons resultados e inclusive vitórias em carreiras profissionais como o segundo posto na Ruota d'Oro (2008) a vitória no Piccolo Giro de Lombardia (2010), versão sub-23 da clássica italiana, e a vitória de 2 etapas dos Cinco Anéis de Moscovo (2011). Em 2012 voltou ao profissionalismo na equipa de categoria Profissional Continental (2ª Divisão) da Team Type 1-Sanofi.
Em outubro de 2012 alinhou pela equipa basca Euskaltel Euskadi, depois do novo projecto da equipa de contratar ciclistas não nascidos no País Basco, Navarra ou País Basco francês (zona denominada Euskal Herria) ou que tinham fazer parte das categorias inferiores de alguma equipa dos territórios antes mencionados.
A 18 de março de 2013, num controle por surpresa da UCI, deu positivo por EPO quando se encontrava treinando no seu domicílio. O conjunto Euskaltel Euskadi, com o que só tinha disputado seis carreiras, lhe suspendeu de emprego e salário.
Posteriormente analisou-se outra amostra de Serebryakov do ano anterior, com o aplicativo das novas técnicas de busca de EPO da Agência Mundial Antidopagem confirmando outro positivo numa amostra recolhida a 21 de fevereiro de 2012. Finalmente em dezembro do 2013 foi suspenso por quatro anos a contar a partir de abril de 2013.

## Palmarés
2010
- Piccolo Giro de Lombardia

2012
- 1 etapa do Tour de Coreia
- TD Bank International Cycling Championship
- 2 etapas do Tour da China I
- 2 etapas do Tour da China II
- 3 etapas do Tour de Hainan
- 2 etapas do Tour do Lago Taihu